# スギ花粉米
スギ花粉米（すぎかふんまい）とは、摂食によりスギ花粉症を緩和させることを目的に遺伝子組換え技術を用いて作出されたイネのことである。遺伝子組換えによってスギ花粉が持つ抗原タンパク質が種子に蓄積するように改変されており、経口摂取によって減感作を誘導し、スギ花粉症が緩和される効果があることが期待されている。2005年に農業生物資源研究所の高木英典らによってマウスでスギ花粉へのアレルギー症状の緩和が報告され、ヒトへの応用に向け研究開発が進められている。2000年台初頭の研究開発当初は健康食品として実用化することを念頭に開発していたため名前を「スギ花粉症緩和米」としていたが、のちに医薬品として提供することに研究目標に変えたため「スギ花粉症治療米」と命名した。しかしその後、オープンイノベーション方式の開発方式に転換し、名前も「スギ花粉米」へと変更された。

## 背景・原理
スギの花粉に対するアレルギー(スギ花粉症)は、IgEを介するI型アレルギーであり、日本では国民病と言えるほど多くの国民が発症している。唯一の根治的治療法としてアレルゲン免疫療法（減感作療法）が開発されているが、治療期間が長期に渡ることや、天然のアレルゲンを含む花粉エキスを用いることからアナフィラキシーショックなどの副作用が懸念されている。この問題を解決するため、副作用のない安全な抗原を作成しイネ種子中に発現させることで経口摂取により短期間でスギ花粉抗原に対する免疫反応性を抑制するスギ花粉症緩和米の開発が進められた。
スギ花粉のアレルゲンとしてCry j1とCry j2の2種類のタンパク質が知られている。これらのアレルゲンをアナフィラキシーショックを避けるためIgE抗体に認識されないようにしつつ、免疫反応性の抑制に必要なT細胞エピトープをもつように改変した改変型アレルゲンが開発された。
一方で、イネの種子にはタンパク質顆粒と呼ばれる細胞小器官が存在し、タンパク質顆粒に蓄積されたタンパク質は種子発芽時まで分解されることがない。また、経口摂取したタンパク質は一般的に胃の消化酵素で分解されるが、タンパク質顆粒の中でも小胞体由来のものに蓄積されたタンパク質はその消化酵素への耐性が高いことが知られている。さらに、腸管では食物タンパク質に対して抗体の産生が抑えられる経口免疫寛容という仕組みがあることが知られており、食物として摂取した場合、異物であっても免疫応答が抑制されていることが知られている。これらの性質を利用し、上記の改変型アレルゲンを小胞体由来タンパク質顆粒特異的に発現させることで大量の抗原をイネ種子中で発現させ、経口摂取により腸まで搬送させるようにしたイネがスギ花粉米である。

## 種類
スギ花粉米には「スギ花粉ペプチド含有米」と「スギ花粉ポリペプチド含有米」の2種類がある。いずれもアグロバクテリウム法による遺伝子組換えを行い、スギ花粉のアレルゲンであるCry j1とCry j2のアミノ酸配列を改変したタンパク質を発現させたイネであるが、それぞれ改変の仕方が異なる。マウスやサルなどの動物を用いた安全性試験が行われており、いずれの試験でも異常なしとされている。

### スギ花粉ペプチド含有米
Cry j1とCry j2のアミノ酸配列中の主要な7箇所のヒトT細胞エピトープを連結させて作られた「7Crp」ペプチドを発現させたイネ。7CrpはCry j1やCry j2と同等のT細胞反応性を示すが、Cry j1やCry j2に特異的なIgE抗体に全く結合しないことがわかっている。7Crpを種子胚乳細胞中のタンパク質顆粒へ蓄積させるため、小胞体移行シグナルおよび小胞体渓流シグナル（KDEL配列）が付加されている。遺伝子を導入した品種はキタアケおよびコシヒカリである。ウェスタンブロット法による測定では7Crpの蓄積量は玄米1gあたりキタアケ由来のものは2.5mg、コシヒカリ由来のものは0.4mg程度である。

### スギ花粉ポリペプチド含有米
Cry j1のアミノ酸配列を3つに分解し、それぞれグルテリンのN末端およびC末端のアミノ酸配列で挟むように作成された融合タンパク質とCry j2のアミノ酸配列を3つに分割し並べ替えたタンパク質を発現させたイネ。遺伝子を導入した品種はコシヒカリの低グルテリン変異系統a123である。ELISA法による測定では改変したCry j1およびj2の蓄積量は合わせて玄米1gあたり2mg程度である。

## 歴史
2000年から2006年にかけてはスギ花粉米を食品として製品化することを念頭に研究開発されていた。2005年には農業生物資源研究所の高木英典らによって、Cry j1とCry j2のタンパク質自体を発現させたマウス用スギ花粉症緩和米の効果を実証する論文が公表され、Cry j1とCry j2のタンパク質を発現している米を食べているマウスにおいては、スギアレルゲン特異的な免疫グロブリン IgE、IgGやインターロイキン IL-4,5,10,13やヒスタミンの血中濃度が有意に低下しており、また、スギ花粉によるくしゃみの回数も減少していた。
2008年に農林水産省が立ち上げた「アグリヘルスプロジェクト」として農業生物資源研究所、東京大学医科学研究所、東京慈恵会医科大学などの共同研究によりヒト用スギ花粉症緩和米の開発が進められた。また、厚生労働省がスギ花粉米を医薬品として取り扱うべきという見解を示したことから、このプロジェクトではスギ花粉米を医薬品として実現することを目標に、医薬品医療機器総合機構の薬事戦略相談制度を利用して計画が進められた。このプロジェクトの中で、7Crpペプチドを含むスギ花粉ペプチド含有米が開発され、生物多様性への影響評価や経口摂取による安全性試験が行われた。これらの試験はカルタヘナ法に基づく栽培の認可を受け、交雑防止等の措置を行った上で行われた。安全性試験の結果、遺伝毒性試験、長期毒性試験、生殖発生毒性試験において供試されたマウスやサルなどに異常は見られず、また抗体産生性確認試験によってマウスとサルでは7Crpに対する抗体は産生されず、7Crp自体はアレルゲンとならないとする結果が得られた。2013年から2014年にかけて慈恵医科大学で行われた臨床試験では、30人のスギ花粉症患者に炊飯加工した80gのスギ花粉米とプラセボ米を24週間摂取させた。その結果、副作用はなくT細胞の増殖反応の抑制も確認できたが、鼻水やくしゃみなどの症状の改善については統計学的に効果があるとは言えなかった。
アグリヘルスプロジェクトは2014年で終了し、2016年からはオープンイノベーションによる実用化を進める方針に転換した。この方針に基づき、スギ花粉米の実用化に向けた研究計画を公募し、大阪はびきの医療センターと東京慈恵会医科大学の研究計画が採択され、再度それぞれ臨床研究が行われている。
2018年1月に農林水産省と経済産業省が共同で設置した「農業と生物機能の高度活用による新価値創造に関する研究会」が取りまとめた提言書の中で、スギ花粉米は「生物機能の高度活用による新価値創造の先行事例となりうることから、その実用化に向けて、農林水産省等の関係府省や関係機関は具体的な取組を早急に行うべき」と言及されている。

## 問題
2008年頃からスギ花粉米の研究に関わってきた国立研究開発法人農業・食品産業技術総合研究機構の髙野誠は、実用化に際して、スギ花粉米は遺伝子組換え作物であるが、日本において遺伝子組換え作物は研究用ではない一般の圃場で栽培されたことがないため栽培のルールが存在しておらず、研究圃場でのルールをそのまま適用すればコストが高くなることから現実的ではないと指摘している。
2004年に全国農業協同組合連合会により計画されていた神奈川県平塚市の営農・技術センター内隔離圃場における栽培試験は、風評による農業などへの影響を懸念する声が強いことなどを理由に中止されている。